# دهستان چمزی
چمزی، دهستانی است از توابع بخش مرکزی شهرستان ملکشاهی در استان ایلام ایران.

## روستاها و شهرها
روستاهای آن پاریاب، پل شکسته، گنبد پیرمحمد، درگه، شهیدکشوری، طالقانی، میان تنگ، چم انار سفلی، چم انار علیا، قرجیلیگان هستند.
شهر: ارکواز

## جمعیت
براساس سرشماری سال ۱۳۸۵ جمعیت آن ۳٬۱۵۲ نفر (۶۱۴ خانوار) بوده است.